# Balice (Polònia)
Balice és un poble del districte administratiu de Gmina Zabierzów, al powiat de Cracòvia, al Voivodat de Petita Polònia, a Polònia del sud. Està situat a uns 4 km al sud de Zabierzów i 11 km a l'oest del centre de la ciutat de Cracòvia.
El poble té una població de 1.200 persones. Al poble hi ha l'Aeroport Internacional Joan Pau II de Cracòvia-Balice.